# Метод Ритца
Метод Ритца — прямой метод нахождения приблизительного решения краевых задач вариационного исчисления. Метод назван в честь Вальтера Ритца, который предложил его в 1909 году.
Метод предусматривает выбор пробной функции, которая должна минимизировать определённый функционал, в виде суперпозиций известных функций, которые удовлетворяют граничным условиям. При этом задача сводится к поиску неизвестных коэффициентов суперпозиции. Пространственный оператор в операторном уравнении, который описывает краевую задачу, должен быть линейным, симметрическим и положительно-определённым.
Метод Ритца применяется для решения задач вариационного исчисления прямым методом. С помощью прямых методов решаются исходные задачи по нахождению функции в заданном классе, которые доставляют экстремальное значение заданному функционалу.
Основные положения метода Ритца:
- Задача по нахождению функции {\displaystyle u} должна быть сформулирована в вариационной форме.
- Решение должно быть представлено в виде конечного линейного ряда вида {\displaystyle u(x)=\sum _{i=1}^{N}c_{i}\phi _{i}+\phi _{0}(x),} где {\displaystyle c_{i}} — коэффициенты Ритца, {\displaystyle \phi _{0},\phi _{i}} — аппроксимационные функции.
- Коэффициенты {\displaystyle c_{i}} находятся из условий минимизации функционала.

Метод Ритца часто причисляют к проекционным, наряду с методами Галёркина.

## Примечание
1. ↑  Walter Ritz. Über eine neue Methode zur Lösung gewisser Variationsprobleme der mathematischen Physik (нем.) // Journal für die reine und angewandte Mathematik. — 1909. — Bd. 135. — S. 1—61.